# LOG607
LOG607 è una società che utilizza il gioco e l'ausilio di tecnologie digitali in rete.
L'idea di costruire "giochi pervasivi" è del 2006, ma la società viene fondata nel 2007 con il nome di "H-Play" all'interno di un Incubatore aziendale, con lo scopo di esplorare le nuove tecnologie.
Nel 2009 l'editore veneziano Marsilio ha rilevato da H-Farm il controllo di LOG607.
Nel 2013 LOG607 è confluita all'interno di Digital Accademia sempre del gruppo H-Farm.

## Attività
Log607 è specializzata nella creazione di contenuti che utilizzano il gioco come strumento di ingaggio e di interazione. L'azienda ha sviluppato tre format originali:
- Whaiwhai, una collana di guide cifrate per esplorare e conoscere le città giocando. Uno alla volta, enigma dopo enigma. Le storie whaiwhai mappano diverse città e sono diventate una collana editoriale.
- Frammenti, un wide drama (ideato e prodotto in collaborazione con Shado) in cui il gioco si unisce a televisione e web.
- Live novel, un "detection game" con missioni da compiere nel romanzo.

## Riconoscimenti
Nel 2009 il progetto Whaiwhai ha ricevuto da parte del Presidente della repubblica Giorgio Napolitano il Primo Premio per l'Innovazione nei servizi per la categoria turismo, per aver proposto una modalità non solo innovativa ma anche ludica ed originale di costruzione degli itinerari turistici e di scoperta dei luoghi visitati.
Nel 2010 Italianvalley.it, il sito della rivista Wired il patrocinio del Dipartimento per l'innovazione e le tecnologie ha selezionato Whaiwhai tra le 265 idee più innovative da premiare all'Expo di Shanghai.